# Kirjais
Kirjais (finnois : Kirjainen) est une île de l'archipel de Turku à Pargas en Finlande.

## Géographie
Kirjais est une île et un village au sud de Nauvo.
L'île est à 9 kilomètres au sud-est de l'Église de Nauvo et à 40 kilomètres au sud de Turku.
Un pont reliant l'île de Kirjais à Pikku-Nauvo en passant par Sommarö. 
Kirjais abrite un port de plaisance, un restaurant, un magasin et une gare routière. 
La superficie de l'île est de 10,22 kilomètres carrés et sa plus grande longueur est de 5,6 kilomètres dans la direction est-ouest,.
Les traversiers M/S Nordep, M/S Fiskö et M/S Cheri desservent le port de Kirjais.

## Galerie

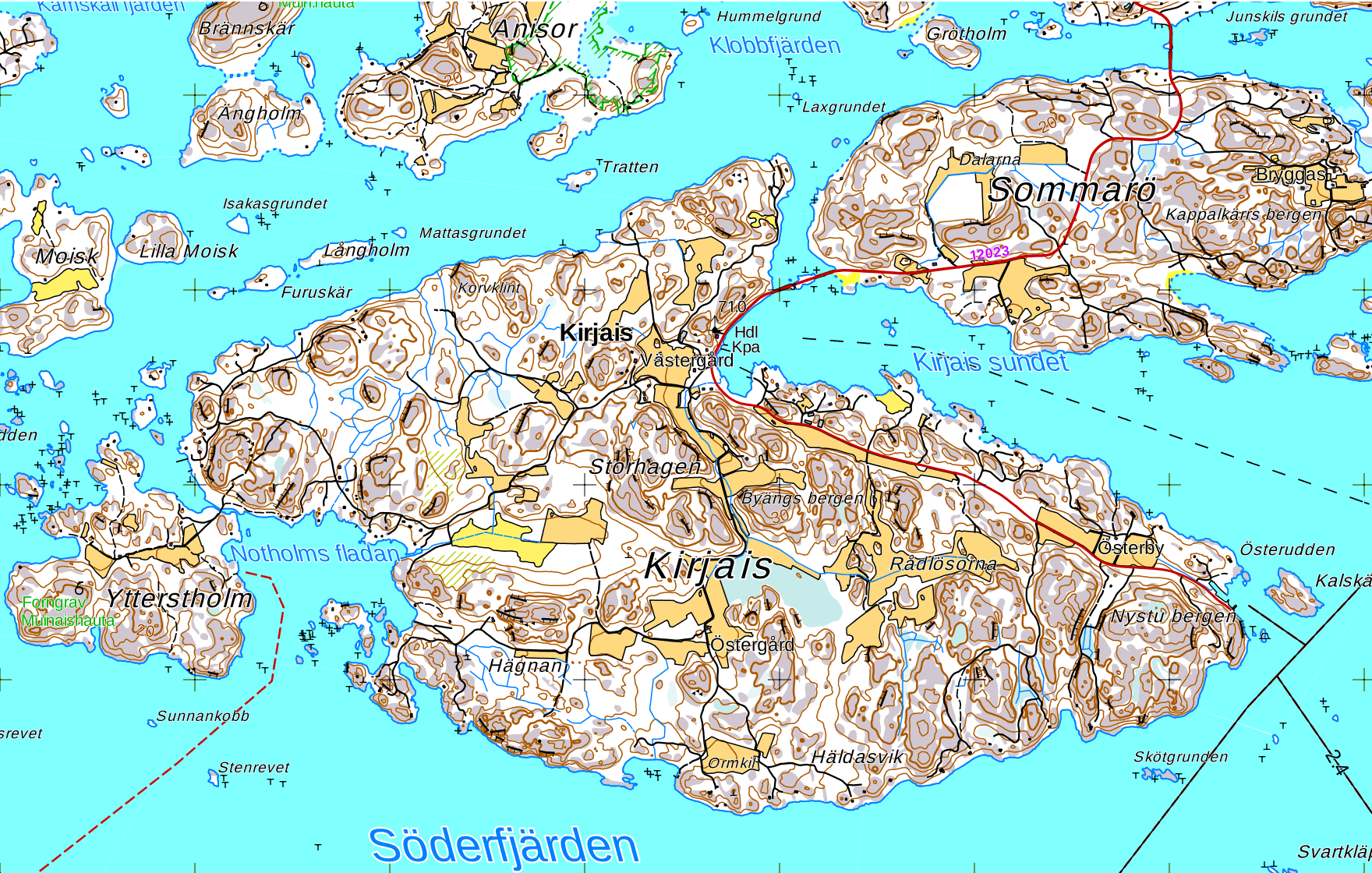
Carte de Kirjais.
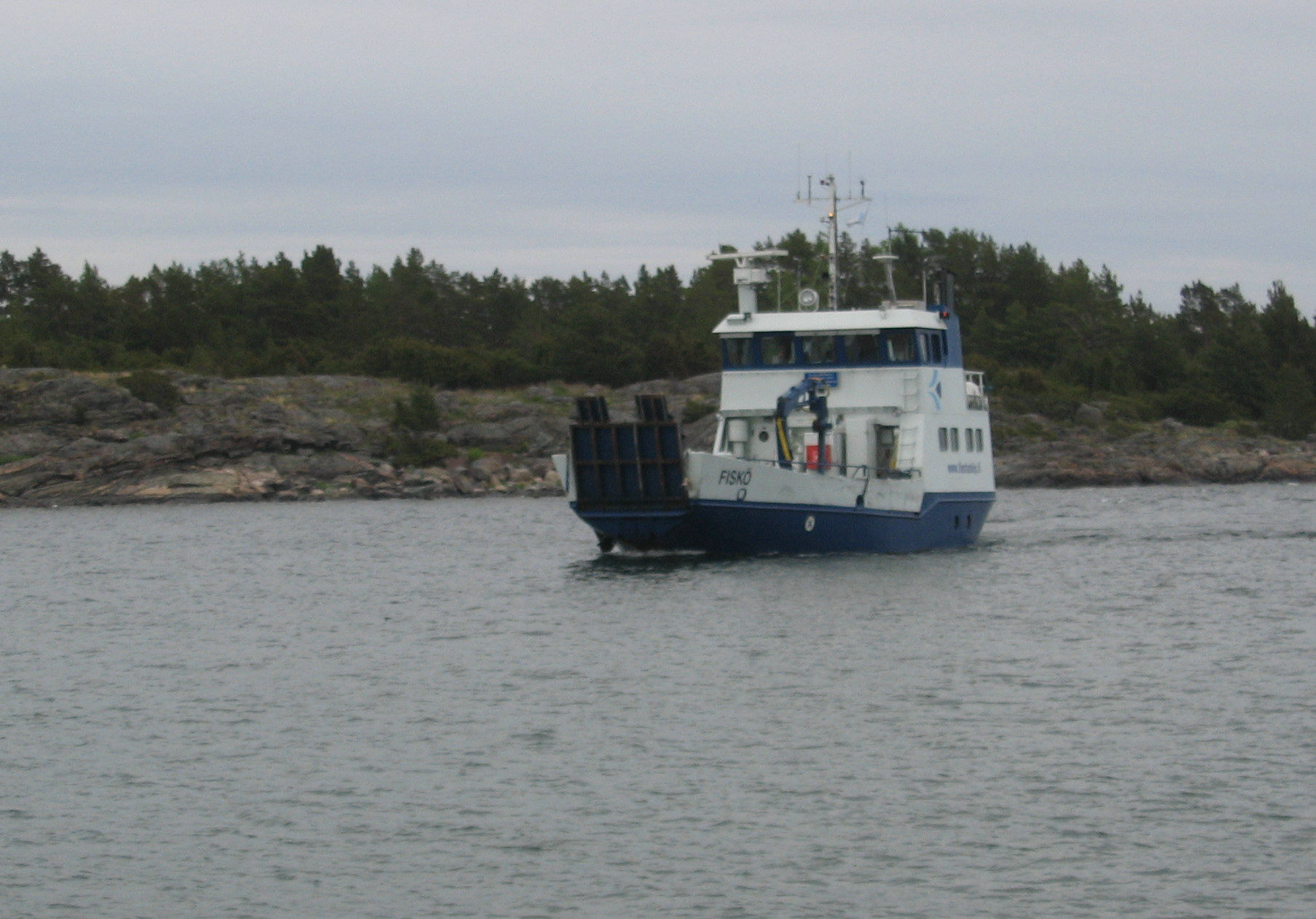
Le traversier Fiskö arrivant au port de Kirjais.